# Bartomeu Ensenyat Estrany
Bartomeu Ensenyat Estrany, de vegades també escrit Enseñat, (Inca, Mallorca, 1917 - 1998) fou un folklorista i prehistoriador mallorquí. Va treballar a la rodalia de Sóller.
Com a prehistoriador i arqueòleg, va ser comissari d'Excavacions Arqueològiques de Balears (1951-1956) i coordinador del Patronat d'Excavacions Arqueològiques Submarines de Balears (1969-1975). Va publicar treballs sobre les ceràmiques incisas, els problemes del ritu dels enterraments amb calç i les construccions talaiòtiques. També ha estat coordinador dels Dansadors de la Vall d'Or des del 1955 i fundador i director el 1975 de l'Escola de Música i Danses de Mallorca. El 1997 va rebre el Premi Ramon Llull.

## Obres

### Arqueologia
- Cerámicas con decoración incisa (1951).
- Los problemas actuales de la historia primitiva de Mallorca (1953).
- Excavaciones en el Puig d'en Canals, Sóller (1954).
- Hallazgo de un cráneo trepanado en la necrópolis de son Real (1954).
- Los problemas del bronce en Mallorca (1956).
- Nuevo hallazgo de cerámica incisa en Mallorca (1960).
- Cerámicas incisas del estilo del vaso campaniforme (1962).
- Unos bronces griegos hallados en Sóller (1966).
- Contribución al conocimiento de las primitivas culturas de Baleares (1967).
- Historia primitiva de Mallorca (1975).

### Musicologia
- Canto a Mallorca (1952).
- Folklore de Mallorca (1975).
- El port (1976).
- El pastor (1981).
- Mallorca canta (1993).